# 松下秀司
松下 秀司（まつした しゅうじ）は日本の実業家である。そごう・西武、阪急阪神百貨店などに在籍し、そごう神戸店最後の店長、神戸阪急（2019年以降）の初代店長を務めた。

## 経歴
- 1980年（昭和55年）
  - 3月 - 広島修道大学卒業。
  - 4月 - 株式会社そごう入社（神戸店配属）
- 1992年（平成4年） - 神戸店婦人既製服第二課課長
- 2002年（平成14年） - 株式会社そごう統合商品部婦人服飾二部STエキスパート
- 2006年（平成18年） - 株式会社ミレニアムリテイリング(現株式会社そごう・西武)関西営業推進部商品担当
- 2012年（平成24年） - そごう神戸店副店長
- 2013年（平成25年）8月 - 執行役員神戸店長
- 2019年（令和元年）
  - 10月1日 - 第4店舗グループ 神戸阪急店長
- 2020年（令和2年）4月1日 - 執行役員 第3店舗グループ 神戸阪急店長
- 2021年（令和3年）3月31日 - 執行役員店長を退任、神戸阪急顧問
- 2022年（令和4年）
  - 6月30日 - 阪急阪神百貨店を退職
  - 10月 - 公益財団法人神戸市産業振興財団 ビジネス開発部

## 人物

### 神戸への思い入れ
山口県岩国市出身。1980年（昭和55年）3月に広島修道大学を卒業後、株式会社そごう（社長：水島廣雄）に入社し、神戸店に配属された。広島からやってきた当時、雑誌には神戸在住の読者モデルが多数登場してエレガンスなスタイルが掲載されており、おしゃれな街に驚いたという。
婦人服の担当が長く、ほぼ全ての婦人服アイテムを担当した。当時は珍しかった自主編集売場を2か所作ったこともある。それまで問屋から商品を仕入れていたので慣れないながら、この自主編集売場を作るため、商品のタグの裏にある電話番号に電話して自らで商品を仕入れたのが一番大変な仕事だったという。その後は小倉そごうなど数店舗を転々としており、阪神・淡路大震災当時は神戸店以外の店舗に勤務していたが、神戸市の自宅で被災した。現在も神戸市内に住むなど、神戸市への思い入れが深い。

### そごう・西武本社時代
2000年代後半から東京都千代田区にあったそごう・西武本社で勤めた。最後の2年間、コンビニ（セブンイレブン）のバイヤー、ネットショッピングの担当者、出版社の編集長をはじめとした、セブン&アイ・ホールディングスグループ各社の担当者が集まるメディア戦略会議に参加した。百貨店で出会ったことのない様々な業種の人物が集まり、イベントや販促、コラボレーションなど様々なことを話し合った。松下は、百貨店で従来型の考え方をしていたので彼らの積極性に驚いたことが大きなメリットだったと感じた。

### そごう神戸店長時代
2012年（平成24年）8月には最初の勤務先であったそごう神戸店へ復帰して副店長に就任。2013年（平成25年）8月1日からはそごう神戸店の店長に就任した。しかし、最初に赴任した時と異なり、かつてあこがれた、オシャレな神戸らしさは失われていると感じた。「KOBEをアピールできる場を百貨店内に作りたい」という思いで、自主編集売場のメゾン・ド・ロゼをそごう神戸店内に設けることにした。男性バイヤーが問屋経由で仕入れて、販売員が売る従来のスタイルではなく、女性社員が神戸の著名人や知人らに聞いてコンセプトづくりを行うことにした。
松下によると、そごう神戸店は神戸の玄関口に立地するターミナルデパートであるのが最も大きな強みである。一方で、これは来店客を増やす努力を怠ることにつながる弱みであるとも言える。また、通常の百貨店と異なり、本館は（阪神・淡路大震災で崩落した部分を減築した）構造上レストラン街や大型テナントを最上階に入れられないため、シャワー効果を期待できないのも弱点である。集客の柱である新館ロフトと協力した催事などにより、いかにロフトやデパ地下に行くお客様に最上階へ足を運んでもらうかが肝心だという。

### 神戸阪急の店長に
2016年（平成28年）のセブン&アイ・ホールディングス（そごう・西武の親会社）とエイチ・ツー・オー リテイリング（H2O、阪急阪神東宝グループ）の業務資本提携に合わせ、2017年（平成29年）に松下が店長を務めるそごう神戸店は西武高槻店（→高槻阪急）とともにH2O傘下のエイチ・ツー・オーアセットマネジメントへ運営が移管された。そごう神戸店の社員約530人はそごう・西武に残留、または、譲渡先のH2Oグループへ移籍の判断を迫られた。松下は神戸への思い入れの強さから、9割の店員とともにH2Oへ移籍を選んだ。H2Oへ経営が移行した10月1日は昭和8年にそごう神戸店が現在地に移転した日でもあり、朝礼で「誕生日と結婚式を一緒に迎えた」と例え、「H2Oに入ることを最大のチャンスととらえ、頑張ってほしい」と鼓舞した。
そごう神戸店が営業を終了した2019年（令和元年）9月30日には閉店セレモニーなどはなかったが、集まった客へ感謝し、「思い出深い店だが、『神戸阪急』になっても、地域密着を目指したい」と当店への思いと今後の意気込みを述べた。翌日付でかつてのライバル・阪急百貨店を運営する阪急阪神百貨店に転籍して、引き続き神戸阪急の店長に就任。
建て替えなどは行っていないので変わっていないというお客様もいるが、少しずつ変えている。ただし、うめだ本店のミニ版ではなく、神戸らしい阪急にしたいと考えた。デパ地下を改装して新たな食生活を提案することをきっかけに、神戸の人それぞれにあったライフスタイルに合わせた店にすると意気込んでいる。この時点では上層階の改装はできていないが、フェスティバル365をテーマに、催場を拡張し、2・3階にイベントスペース“パティオステージ”を新設することで、常に何かがある売場を作った。
2021年の人事異動で退任したが、1年ほどは顧問として活動していた。2022年（令和4年）6月に退職して以降は神戸市の外郭団体でビジネス支援を行っている。